# Паспардо
Паспардо (італ. Paspardo) — муніципалітет в Італії, у регіоні Ломбардія, провінція Брешія.
Паспардо розташоване на відстані близько 490 км на північ від Рима, 115 км на північний схід від Мілана, 60 км на північ від Брешії.
Населення — 621 особа (2014).
Щорічний фестиваль відбувається 16 серпня. Покровитель — San Gaudenzio.

## Демографія
Населення за роками:

Станом на 1 січня 2023 року в муніципалітеті офіційно проживало 14 іноземців з 8 країн, серед них 6 громадян країн Євросоюзу та 1 громадянин України.

## Сусідні муніципалітети
- Капо-ді-Понте
- Чедеголо
- Чимберго